# AutoNation
AutoNation (NYSE: AN) — найбільший автодилер у США. Штаб-квартира компанії розташована у Форт-Лодердейл, Флорида.
Компанія займається продажем та обслуговуванням автомобілів. Має більш як 250 дилерських центрів у 16 штатах, де працюють близько 27 тисяч працівників. Обіг компанії станом на 2005-й рік перевищів 19 млрд доларів США. Компанія увійшла у рейтинг Fortune 500 у 2006 році, посівши 112 місце. Акції компанії входять у розрахунок індексу S&P 500.